# Hypoedaleus guttatus
Hypoedaleus guttatus là một loài chim trong họ Thamnophilidae.